# Leucodeplezione
La leucodeplezione o leucoriduzione è la rimozione dei globuli bianchi (leucociti) dal sangue intero o dagli emocomponenti a scopo trasfusionale. Dopo la rimozione dei leucociti, si dice che il prodotto è leucodepleto o leucoridotto.
La leucodeplezione è risultata utile per la riduzione del rischio di reazioni febbrili non emolitiche, del rischio infettivo, e dell’immunizzazione anti-HLA e HPA. Inoltre migliora la conservazione dei globuli rossi concentrati: riduzione delle lesioni della membrana, maggiore attività antiossidante e, quindi, riduzione dell’emolisi durante il periodo di conservazione.

## Le reazioni ai leucociti
Gli emocomponenti contengono una grande quantità di globuli bianchi, da 2 a 5 ×109 nel caso dei globuli rossi concentrati e fino a 6×108 nel caso dei concentrati piastrinici da aferesi; i GRC privati di buffy coat ne contengono circa 1,2×109.
Sul piano clinico i leucociti trasfusi possono avere diversi effetti fra cui:
- reazioni febbrili
- trasmissione di microorganismi, riattivazione virale
- alloimmunizzazione HLA e conseguente refrattarietà alla trasfusione piastrinica
- reazione di rigetto acuta contro l'ospite (GvHD), soprattutto nei pazienti immunodepressi
- immunosoppressione post-trasfusionale
- Malattia di Creutzfeldt-Jakob da trasfusione

## Le procedure di leucoriduzione

### Centrifugazione
La centrifuga separa, per densità, i vari componenti ematici, ed è stata impiegata per molti anni. La centrifugazione è in grado di separare i leucociti, meno pesanti, dal sedimento dei globuli rossi, con una eliminazione più efficiente dei linfociti e monociti rispetto ai granulociti.
La centrifugazione fornisce un plasma ricco di piastrine e povero di leucociti, rimuovendo dal 70 all'80% dei globuli bianchi, sufficiente a prevenire molte reazioni trasfusionali febbrili non emolitiche, ma non le altre complicanze.

### Filtrazione
Le procedure di leucodeplezione per filtrazione o attraverso il prelievo in aferesi permettono di ottenere un numero residuo di globuli bianchi molto basso (circa 105-104). La riduzione dei globuli bianchi è quindi una tecnologia che riduce da 3 a 5 logaritmi il numero dei globuli bianchi (99,9 - 99,999%) negli emocomponenti.
Per la tecnica di filtrazione dei globuli bianchi negli emocomponenti sono possibili tre approcci:
- filtrazione bed-side: al letto del ricevente, con un filtro applicato alle apparecchiature per la trasfusione[3]
- filtrazione in laboratorio o post-storage: permette una metodologia costante con controlli di qualità rigorosi ma, come nella filtrazione bedside, lascia nel prodotto finale le componenti formatesi durante la conservazione (frammenti di leucociti)[3]
- filtrazione pre-storage: effettuata precocemente subito dopo il prelievo di sangue intero dal donatore, permette di diminuire durante il periodo di conservazione le lesioni dei globuli rossi e di rimuovere i globuli bianchi prima della loro frammentazione, ma soprattutto evita l'accumulo negli emocomponenti di citochine provenienti dai leucociti.[3][9][10][11][12]